# Dryomyia lichtensteinii
Dryomyia lichtensteinii är en tvåvingeart som först beskrevs av Löw 1878.  Dryomyia lichtensteinii ingår i släktet Dryomyia och familjen gallmyggor. Inga underarter finns listade i Catalogue of Life.